# アラブ演歌
アラブ演歌（アラブえんか）は、アラビア語による歌謡曲のうち日本の演歌に似たもの・こぶしをきかせたものを指すのに使われることがある表現。通常のポップスはアラブポップス、エジプトの歌謡曲はエジポップと呼ぶことがあるなどアラブの歌謡曲に関しては日本国内でいくつかの慣習的な名称がある。

## 解説
アラビア語は大きく正則語とされるフスハーと口語とされるアーンミーヤに二分される。フスハーはイスラームの教典であるクルアーンに用いられている古アラビア語をもとに標準化された書き言葉であり、おもに演説や報道などで用いられる。一方、アーンミーヤは各種方言を含む日常的に使われる言葉を含む。
イスラームに関する内容や政治的スローガンを掲げたもの、あるいは各国で放送される番組の主題歌などを除き、アラビア語による歌曲の多くはその地域の方言が用いられ、アラブ演歌も例外ではない。また、その歌詞の多くはラブソングであり、色恋ものをあまりよしとはしないイスラーム社会においては批判的にみられることも少なくなく、成人向けのものというニュアンスが強い。
今でこそ誰もが文章を書き込めるインターネットが普及し、スラング的な表現を文字に起こすことは珍しくなくなったが、元来、アラビア語圏には口語を文字に書き表すという文化が存在しなかった。アラブ演歌のほとんどは口語であるアーンミーヤによるものであり、歌詞を書き起こすという概念も希薄であった。これは日本語も、方言を文字に転写する規則が確立していないことに近いといえる。また、アラブ演歌の曲目は歌詞の冒頭を拾うことが一般的であり、したがってタイトルも文字に書き起こす方法が確立していない。昨今ではメディアの普及により、そうしたことは少なくなりつつあるが、日本でいうところのいわゆる懐メロに相当するような歌曲の場合、歌詞の冒頭といっても、どの辺りまでを曲目とするのかさえ明確ではないものもあり、表記はなお色々なものが混在している。以下、本項で紹介する曲目その他はあくまでも表記の一例と解釈されたい。
「愛」をアラビア語では「 حب （ḥubb, フッブ）」と表現され、アラブ演歌にはこの語やその派生語が必ずといっていいほど現れる。アラビア語に通じていない者であっても大抵、一箇所程度は聞き取れるほど顕著であるが、しかしこうした語があるからといって必ずしもラブソングとは限らず、ヤフヤー・ハウアー（ يحيى حوى ）の「 حياتي كلها لله （我が人生は全てアッラーのために）」などのように神（ الله →アッラーフ）の、もしくは神への愛を歌った宗教的内容のもの（厳密にはナシードであり歌謡曲とは区別される）も散見される。
エジプトの歌謡曲はエジポップとも呼ばれ、流通もよく行われることからアラブ地域以外でもファンが多い。代表的な歌手にはムハンマド・ムニール（ محمد منير ）やアムル・ディアブ（ عمرو دياب ）があげられる。ムニールの歌は映画『炎のアンダルシア（ المصير ）』にも登場し、日本でも聴くことができる。また女性歌手ではウム・クルスーム（ أم كلثوم ）が「エジプトの美空ひばり」と呼ばれることもある。
イラクのカーズィム・アッサーヒル（ كاظم الساهر ）は正則語フスハーによるラブソングを数多く歌うことで知られており、「皇帝」「歌の大使」と称される。フスハーの歌詞がアラビア語学習にも向くことからNHKの「アラビア語会話」でもたびたび紹介された。シャアバーン・アブドッラヒーム（ شعبان عبد الرحيم ）には「 أنا بكره إسرائيل （イスラエルなんかだいきらい）」など、社会的なものが多い。
また、レバノンのアーザール・ハビブ（ عازار حبيب ）はインターネット上で流行したMADムービー作品「Hatten är din」によって世界レベルで再生されたアラブ演歌歌手のひとりとなった。しかし、アラビア語を直接理解できる人が少なく、アラブ歌謡としてではなく、MADとしてスウェーデン語の空耳の翻訳で理解されたり楽しまれた。この原詩は「 حبيتك （お前が好きだった）」といい、やはりMADの内容とは無関係であり、過去の愛人を歌ったものである。本楽曲は世界中で再生されたが、晩年に発表されたハビブ自身のベストアルバムには収録されていない。
政治的な流行歌には「 يا قدس إنا قادمون （エルサレムよ、我らとまみえしなれば）」などが挙げられる。「エルサレムよ（ يا قدس ）」とはパレスチナに絡んだスローガンであり、この歌曲に合わせた映像作品が数多く作られYouTubeなどの動画ウェブサイトで発表されている。この歌はパレスチナ問題をイスラーム社会の視点で歌ったもので、「いつまで我々に涙を流せというのだ」「いつまで安保理はユダヤの肩を持つのだ」など、アメリカ、イスラエルの蜜月を痛烈に批判する内容のものとなっている。